# Assurance vieillesse des parents au foyer
L'Assurance Vieillesse des Parents au Foyer (AVPF) est une prestation familiale versée par les Caisses d'allocations familiales qui consiste à prendre en charge, sous certaines conditions (de ressources notamment), les cotisations sociales dues au titre de l'assurance vieillesse d'une personne physique ayant à charge un enfant de moins de trois ans ou trois enfants et plus.

## Historique
Créée en 1972, sous l'appellation Assurance Vieillesse des Mères de Famille (AVMF), avec des conditions plus restrictives (réservée aux femmes élevant au moins quatre enfants, sans activité professionnelle, et dont le conjoint disposait de revenus d'activité inférieurs à un certain montant), elle a pris ce nouveau nom après l'extension de son attribution aux pères de famille, la condition d'attribution aux femmes seulement étant estimée discriminatoire.